# وادي الفارعة
وادي الفارعة هي إحدى القرى الفلسطينية في شمال الضفة الغربية وتتبع محافظة طوباس وتبعد عن مدينية نابلس 17 كيلو وعن مدينة جنين 25 كم وهي من القرى التي وقعت تحت الاحتلال في عام 1967 ويحد القرية من الشمال مخيم الفارعة وطمون وطوباس ومن الشرق النصارية ومن الجنوب الباذان ومن الغرب طلوزة وياصيد.

## الاقتصاد
تنتج القرية الخضروات بشكل كبير وتصدر منها إلى السوق المحلي وللخارج للأردن ودول الخليج وتعد الزراعة مصدر الرزق الأول في القرية حيث يعمل معظم أهالي القرية في الزراعة وتجارة الخضروات. تضم القرية معامل لإنتاج البلاط والباطون والطوب.

## مؤسسات القرية
في القرية ثلاث مدارس للذكور ومدرستان للإناث وفي القرية خمس مساجد وعيادتان طبية ونادي رياضي للكرة القدم وعدد من المؤسسات والجمعيات الخيرية.